# Nikolaus Lehnhoff
Nikolaus Lehnhoff (Hanóver, 20 de mayo de 1939-Berlín, 22 de agosto de 2015) fue un director de ópera y musicólogo alemán, destacado en la escenificación de óperas de Richard Wagner y Leos Janacek.
Fue asistente en el Festival de Bayreuth de Wieland Wagner y Karl Böhm. Entre sus más importantes trabajos figuran Tristán e Isolda en 1971 en el Teatro romano de Orange con Birgit Nilsson y Jon Vickers y la nueva producción de la misma ópera en el Festival de Glyndebourne en el 2006 con Nina Stemme.
Otros trabajos: El anillo del nibelungo en la Ópera Estatal de Baviera en 1987 dirigido por Wolfgang Sawallisch y una segunda versión en la Ópera de San Francisco con Donald Runnicles y en los festivales de Baden-Baden con Tannhäuser, Lohengrin y Parsifal dirigidos por Kent Nagano, Salomé en el Metropolitan Opera, Die Frau ohne Schatten en París (1982), Los maestros cantores de Núremberg en La Scala y Elektra en Chicago.
En Glyndebourne dirigió Jenufa y Katia Kabanová y El caso Makropulos (1995) de Janacek con Anja Silja con quien había trabajado desde sus tiempos como asistente en Bayreuth de Wieland Wagner. Muchas de sus puestas se han apreciado en Barcelona, Chicago, San Francisco, Ámsterdam y otras plazas.
Su último trabajo fue Turandot en La Scala en mayo de 2015.